# Żeglina Sieradz
Klub Sportowy Żeglina – klub sportowy mający siedzibę w Sieradzu. Powstał 13 marca 1971 roku z połączenia Koła Sportowego "Start" i sekcji kajakowej POSTiW. Klub przystąpił do federacji sportowej "Ogniwo". W klubie działały sekcje: kajakowa, siatkówki męskiej i lekkiej atletyki. Od 1990 roku lekka atletyka jest jedyną sekcją w klubie. Od 1973 roku klub jest współorganizatorem "Biegów Ulicami Sieradza".
Najbardziej rozwinięta była sekcja lekkiej atletyki. Zawodnicy klubu zdobyli wiele medali mistrzostw Polski seniorów, juniorów, młodzików i kadetów.
Najlepszą zawodniczką w historii była Anna Pacholak-Guzowska dwukrotna srebrna medalistka Halowych Mistrzostw Europy - w Wiedniu i  w Madrycie w biegach sztafetowych 4 x 400 metrów. Uczestniczyła w  igrzyskach w Atenach 1996 roku. Zasłużonym trenerem klubu jest Mieczysław Nowak, którego zawodnicy zdobyli ponad 50 medali Mistrzostw Polski.
Sekcja kajakowa również miała wiele sukcesów w mistrzostwach kraju, we wszystkich kategoriach wiekowych.
Najlepszym kajakarzem był Tadeusz Cyll - piąty zawodnik Mistrzostw Europy.
Siatkarze  występowali w łódzkiej III lidze i klasie A.
29 listopada 1973 roku honorowe członkostwo klubu przyjęła Irena Szewińska.